# Pas dels Pous de Glaç
El Pas dels Pous de Glaç és un pas de muntanya a 1.589,4 m. alt. al límit dels termes municipals d'Àger, a la Noguera, i Sant Esteve de la Sarga, al Pallars Jussà.
Està situat al nord-oest del cim de Sant Alís i al sud-est del Coll d'Ares, a la zona dels Pous de Glaç. Hi passa la pista rural que ressegueix la carena del Montsec d'Ares.